# Söderström
59°19′18.77″N 18°4′11.03″Ø / 59.3218806°N 18.0697306°Ø
Söderström er en flodstrækning i det centrale Stockholm, der forbinder den østsvenske sø Mälaren med havet (Østersøen). Floden passerer syd for Gamla Stan fra Riddarfjärden til Stockholms ström (den vestlige del af Saltsjön). Det er én af to naturlige vandveje mellem Mälaren og Østersøen, den anden er Norrström nord for Gamla Stan.
Floden er opdæmmet af Karl Johanslusen og karakteriseres i offentligheden mere som en bugt til Mälaren end en flod. Området omkring opdæmningen er kendt som Slussen, og gennemgår i disse år en større forandring (siden 2016). 
Kanalen til den ældre sluse, kendt som Nils Ericsons sluse, eksisterer stadig i dag og er beliggende lige nord for Karl Johanslusen. Denne sluse er skjult bag trinene, der fører til Karl Johans Torg, men er fortsat funktionsdygtig til udledning af vand fra Mälaren og videre ud i Østersøen. Det er planlagt at omforme kanalen fra gammel sluse til ny fisketrappe, eftersom en ændring af området automatisk fører til større udledningskanaler på hver side af den nye sluse.